# Codice ATC D02
Il codice ATC D02 "Emollienti e protettivi (Crema idratante)" è un sottogruppo del sistema di classificazione Anatomico Terapeutico e Chimico, un sistema di codici alfanumerici sviluppato dall'OMS per la classificazione dei farmaci e altri prodotti medici. Il sottogruppo D02 fa parte del gruppo anatomico D, farmaci per l'apparato tegumentario.
Codici per uso veterinario (codici ATCvet) possono essere creati ponendo la lettera Q di fronte al codice ATC umano: QD02...
Numeri nazionali della classificazione ATC possono includere codici aggiuntivi non presenti in questa lista, che segue la versione OMS.

## D02A Emollienti e protettivi

### D02AE Prodotti a base di Urea
D02AE01 Urea
D02AE51 Urea, associazioni

## D02B Agenti protettivi contro le radiazioni ultraviolette

### D02BA Protettivi contro le radiazioni ultraviolette per uso topico
D02BA01 Acido 4-amminobenzoico
D02BA02 Ottile metossicinnamato

### D02BB Protettivi contro le radiazioni ultraviolette per uso sistemico
D02BB01 Betacarotene
D02BB02 Afamelanotide